# Millerville (Minnesota)
Millerville es una ciudad ubicada en el condado de Douglas en el estado estadounidense de Minnesota. En el Censo de 2010 tenía una población de 106 habitantes y una densidad poblacional de 47,37 personas por km².

## Geografía
Millerville se encuentra ubicada en las coordenadas 46°4′9″N 95°33′25″O / 46.06917, -95.55694. Según la Oficina del Censo de los Estados Unidos, Millerville tiene una superficie total de 2.24 km², de la cual 2.24 km² corresponden a tierra firme y (0%) 0 km² es agua.

## Demografía
Según el censo de 2010, había 106 personas residiendo en Millerville. La densidad de población era de 47,37 hab./km². De los 106 habitantes, Millerville estaba compuesto por el 99.06% blancos, el 0% eran afroamericanos, el 0% eran amerindios, el 0% eran asiáticos, el 0% eran isleños del Pacífico, el 0% eran de otras razas y el 0.94% pertenecían a dos o más razas. Del total de la población el 0% eran hispanos o latinos de cualquier raza.

### Evolución demográfica
| 1910 | 1920 | 1930 | 1940 | 1950 | 1960 | 1970 | 1980 | 1990 | 2000 | 2010 | est. 2015 |
| ---- | ---- | ---- | ---- | ---- | ---- | ---- | ---- | ---- | ---- | ---- | --------- |
| 150  | 152  | 141  | 182  | 173  | 119  | 109  | 124  | 104  | 115  | 106  | 105       |

## Localidades adyacentes
El diagrama siguiente presenta las localidades en un  radio de 20 km alrededor de Millerville.